# Gasturbinenkraftwerk Thyrow
Das Gasturbinenkraftwerk Thyrow (abgekürzt auch GTKW Thyrow) ist ein Gasturbinenkraftwerk im Ortsteil Märkisch Wilmersdorf der brandenburgischen Stadt Trebbin im Landkreis Teltow-Fläming. Es wird als Reservekraftwerk vorgehalten und dient ausschließlich dem Netzwiederaufbau im Schwarzwerdefall. Eigentümer und Betreiber ist die Lausitz Energie Kraftwerke AG.
In unmittelbarer Nähe befindet sich ein Umspannwerk und ein Bahnstrom-Umrichterwerk.

## Technik und Geschichte

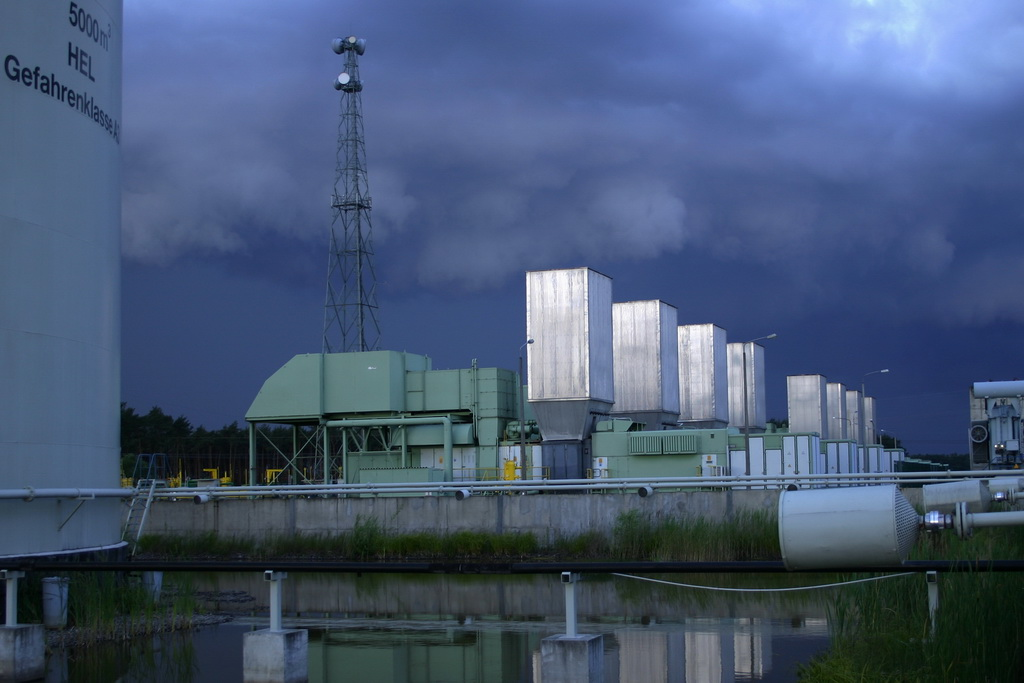
Die Gasturbinen A3–H3, am linken Bildrand ein 5000-m³-HEL-Tank (2011)

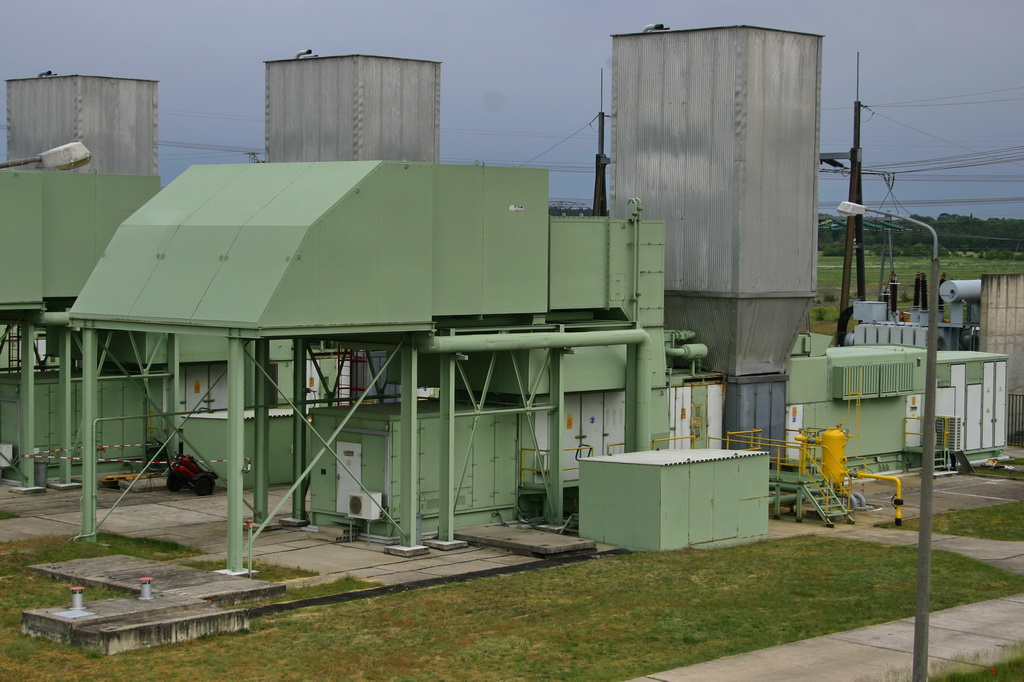
Gasturbine A3 Thyrow (2011)

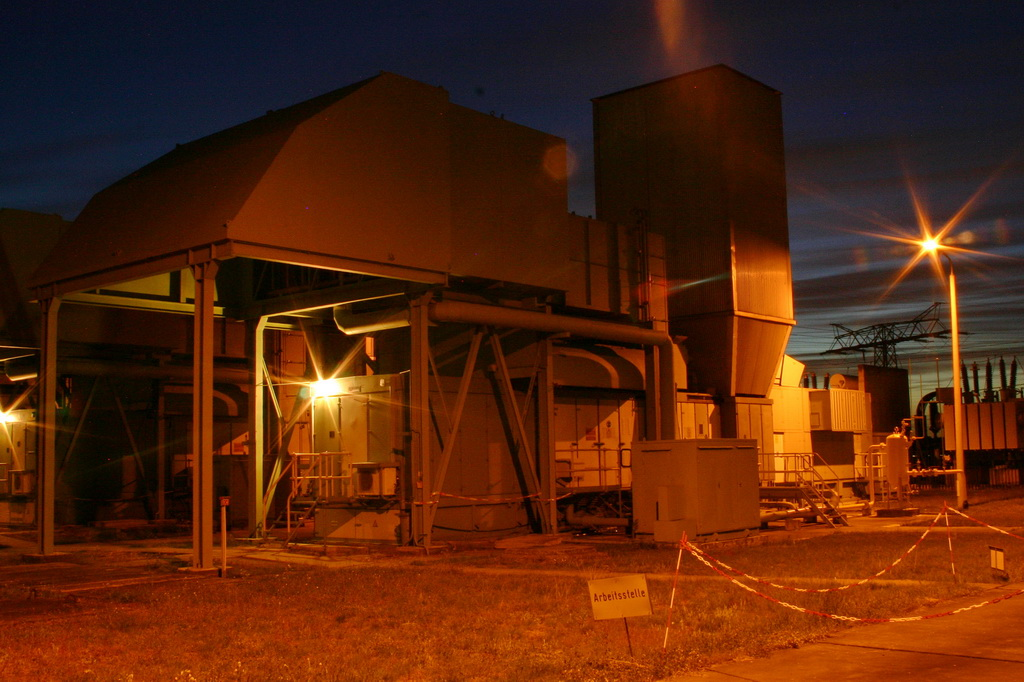
Gasturbine E3 Thyrow (2004)

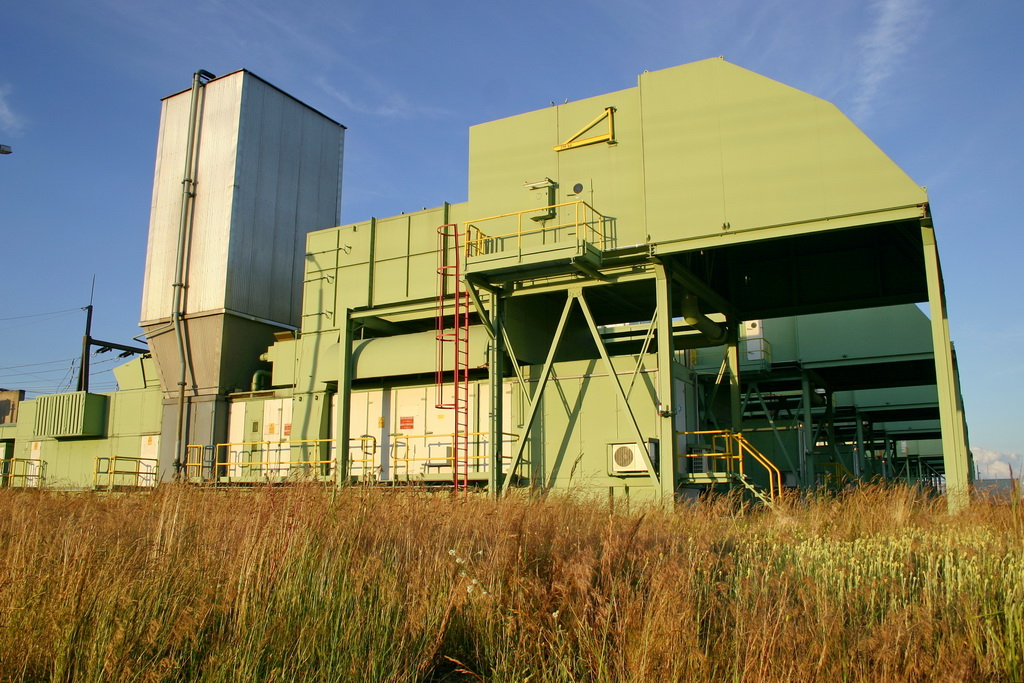
Gasturbine H3 Thyrow (2004)

Das Kraftwerk wurde vom VEB Wärmeanlagenbau Berlin projektiert und vom Bau und Montage Kombinat Ost (BMK Ost) aus Potsdam erbaut. Im Jahr 1987 wurden die ersten vier Gasturbinen (A bis D) in Betrieb genommen, deren Generatoren über eine elektrische Leistung von jeweils 37 Megawatt verfügen. Im Jahr 1989 folgten vier weitere Gasturbinen (E bis H), deren Generatoren (aus dem ALSTHOM Generatorwerk Belfort/Frankreich) über eine elektrische Leistung von jeweils 38 Megawatt verfügen. Bei den Gasturbinen handelt es sich um eine Packagebauweise PG6461B und PG6541B (Lizenz der GE) des Herstellers Alsthom Turbine á Gaz (heute GE Energy in Belfort/Frankreich). Die GT haben einen Nettowirkungsgrad von 31 %. Betrieben werden alle Gasturbinen heutzutage ausschließlich mit Erdgas. Ein ursprünglicher Einzel- bzw. Mischbetrieb mit Heizöl ist seit 2010 nicht mehr möglich, die erforderliche Leittechnik wurde entsprechend angepasst.
Durch das am Standort befindliche Notstrom-Dieselaggregat ist das Kraftwerk schwarzstartfähig, d. h. der notwendige Kraftwerks-Eigenbedarf benötigt keine externe Netz-Einspeisung. Das Kraftwerk kann innerhalb von sieben Minuten in Betrieb genommen werden.
Im Oktober 2003 wurde die Leittechnik der Gasturbinen und Nebenanlagen erneuert. Die jeweils vier Gasturbinen vom Typ PG6461B und PG6541B waren bis dahin mit jeweils vier Turbinensteuerungen (Speedtronic-Mark-II bzw. Mark-IV von General Electric) ausgestattet. Im Zuge der Modernisierung wurde, unter der Produktbezeichnung MACH7, auf die hochverfügbare Technologie S7-400H von Siemens gesetzt. Mit dem Visualisierungssystem TMOS konnte das Kraftwerk von der Zentralwarte des mittlerweile stillgelegten Gasturbinenkraftwerks Ahrensfelde aus betrieben und überwacht werden.
Im Jahr 2008 war das Kraftwerk Thyrow etwa 350 Stunden pro Jahr in Betrieb. Es war damals „das einzige schwarzstartfähige Gasturbinen-Kraftwerk“ in der Regelzone des Übertragungsnetzbetreibers Vattenfall Europe Transmission (heute 50Hertz Transmission). In den nächsten zehn Jahren ging die Zahl der Betriebsstunden pro Jahr stark zurück, entsprechend auch die Menge der Emissionen (siehe unten).
Im Juni 2016 wurden alle Blöcke bei der Bundesnetzagentur zur endgültigen Stilllegung angezeigt. Nach Ansicht des Übertragungsnetzbetreibers 50Hertz Transmission würde jedoch eine dauerhafte Stilllegung des gesamten Kraftwerks „mit hinreichender Wahrscheinlichkeit zu einer nicht unerheblichen Gefährdung oder Störung der Sicherheit oder Zuverlässigkeit des Elektrizitätsversorgungssystems“ führen, weshalb fünf Blöcke (A–E) als systemrelevant ausgewiesen wurden. Die Bundesnetzagentur kam ebenfalls zu dieser Einschätzung. Die fünf Gasturbinen stellen eine Schwarzstart-Reserve für das Kraftwerk Jänschwalde dar. Wegen der Einstufung als systemrelevant wurde angeordnet, dass die fünf Turbinen und der Erdgasröhrenspeicher zunächst für zwei weitere Jahre, bis Mitte 2018, einsatzbereit gehalten werden. Die systemrelevanten Reserve-Anlagen dürfen nicht am Strommarkt teilnehmen. Die Blöcke A–E gelten weiterhin als systemrelevant, ihr Status ist „gesetzlich an Stilllegung gehindert“ (Stand 2019).
Für die übrigen, nicht systemrelevanten drei Gasturbinen wurden andere Vermarktungsmöglichkeiten gesucht. Im Jahr 2017 wurde der Block F demontiert und verkauft.

## Kapazitätsreserve
Seit dem 1. Oktober 2020 befinden sich die fünf Gasturbinen A bis E mit insgesamt 150 Megawatt in der Kapazitätsreserve der Übertragungsnetzbetreiber.

## Erdgasspeicher
Am 29. Oktober 2010 wurde auf dem Kraftwerksgelände ein unterirdischer Röhrenspeicher zur Speicherung von Erdgas in Betrieb genommen. Der Speicher besteht aus Röhren mit einer Gesamtlänge von 3,5 km und einem Durchmesser von 1,40 m und kann ein Arbeitsvolumen an Erdgas von etwa 480.000 m³ speichern. Der Erdgasspeicher ermöglicht einen vom Erdgasnetz unabhängigen Betrieb des Kraftwerks über einen Zeitraum von sechs Stunden. Die Investitionskosten für den Erdgasspeicher beliefen sich zusammen mit dem gleichzeitig gebauten Erdgasspeicher am Gasturbinenkraftwerk Ahrensfelde auf insgesamt 33,5 Millionen Euro.

## Netzanschluss
Das Kraftwerk ist auf 110-kV-Hochspannungsebene über das Umspannwerk Thyrow mit dem Stromnetz des Übertragungsnetzbetreibers 50Hertz Transmission verbunden.

## Umspannwerk Thyrow
Neben dem Gasturbinenkraftwerk Thyrow befindet sich das Umspannwerk Thyrow (auch Unterwerk Thyrow), welches das 380/220-kV-Übertragungsnetz des Unternehmens 50Hertz Transmission mit dem 110-kV-Verteilnetz des Unternehmens E.DIS verbindet. Ebenfalls an das Umspannwerk ist das Bahnstrom-Umrichterwerk angebunden. Vom Umspannwerk Thyrow aus führt eine 380-kV-Leitung nach Ragow, sowie je eine 220-kV-Leitung nach Wustermark, Berlin-Marzahn und Berlin-Wuhlheide.

## Bahnstrom-Umrichterwerk
In den Jahren 2004 und 2005 wurde neben dem Umspannwerk Thyrow ein Bahnstrom-Umrichterwerk mit einer Gesamtleistung von 120 MW durch die DB Energie in Betrieb genommen. Errichtet wurde die Anlage von Areva. Das Umrichterwerk besteht aus acht mit GTO-Thyristoren bestückten Stromrichtern mit einer Leistung von jeweils 15 MW.

## Treibhausgasemissionen
Die Tabelle zeigt historische Kohlendioxid-Emissionen. Da in den Zeiträumen 2005–2007 und 2008–2012 jeweils die Emissionen höher waren als die Emissionsberechtigungen, musste der Betreiber Emissionsberechtigungen im EU-Emissionshandel zukaufen.
| Jahr      | Emissionen (t CO2-Äquivalente) | Zugeteilte Zertifikate (EUA) |
| --------- | ------------------------------ | ---------------------------- |
| 2005–2007 | 50.030                         | 14.850                       |
| 2008–2012 | 85.874                         | 40.080                       |
| 2013      | 7.146                          | keine Zuteilung              |
| 2014      | 4.869                          | keine Zuteilung              |
| 2015      | 4.626                          | keine Zuteilung              |
| 2016      | 3.015                          | keine Zuteilung              |
| 2017      | 1.048                          | keine Zuteilung              |
| 2018      | 1.276                          | keine Zuteilung              |